# Условие Самуэльсона
Условие Самуэльсона — в экономике общественного сектора условие, описывающее оптимальное количество общественного блага. Сформулировано экономистом Полом Самуэльсоном.
Общественные блага обладают свойствами неисключаемости и неконкурентности в потреблении, поэтому их оптимальное количество зависит от полезности, получаемой всеми экономическими агентами, которым это благо в принципе доступно. Например, жителям страны.

## Формулировка условия
Общественное благо финансируется за счет индивидуальных вкладов экономических агентов. Чем больше сумма вкладов, тем больше общественное благо.
{\displaystyle \sum _{i=1}^{n}g_{i}=G}
Так как общественное благо обладает свойствами неисключемости и неконкурентности в потреблении, то каждый индивидуальный вклад создает внешний эффект. Вклад одного агента влияет на полезность всех остальных. В результате возникает проблема безбилетника. Агент стремится снизить свой вклад в расчете на то, что другие его компенсируют.
Экономические агенты располагают ограниченным бюджетом {\displaystyle w} и решают, какую его часть потратить на финансирование общественного блага {\displaystyle G}, а какую на покупку частного {\displaystyle x}. Предпочтения относительно частного и общественного блага заданы функцией полезности {\displaystyle u(x,G)}. Таким образом, каждый из агентов решает задачу максимизации полезности:
{\displaystyle u(x,G)\to \max _{x,g_{i}}\,s.t.}
{\displaystyle x+g_{i}=w}
Для {\displaystyle n} агентов условие Самуэльсона формулируется следующим образом:
{\displaystyle \sum _{i=1}^{n}MRS_{G,x_{i}}=1,}
где {\displaystyle MRS_{G,x_{i}}} — предельная норма замещения общественного блага частным.

## Неоптимальность при предоставлении общественного блага
Экономические агенты могут иметь различные индивидуальные предпочтения относительно количества общественного блага, поэтому для части из них количество общественного блага может оказаться неоптимальным.
Если общественное благо предоставляется за счет добровольных вкладов экономических агентов, то может возникнуть проблема безбилетника, из-за которой общественное благо может хронически недофинансироваться.
Одним из способов решения проблемы недофинансирования общественных благ является равновесие Линдаля, когда взносы зависят от индивидуальных предпочтений агентов таким образом, что все они предпочитают одно и то же количество блага. Равновесие Линдаля является манипулируемым, то есть агентам может быть невыгодно сообщать свои истинные предпочтения.